# John Moshoeu
John Leshiba "Shoes" Moshoeu (Soweto, 18 de dezembro de 1965 - Joanesburgo, 21 de abril de 2015) foi um futebolista profissional sul-africano, que atuava como meia-atacante.

## Carreira
Teve passagem destacada no futebol da Turquia, onde atuou por Genclerbirligi, Kocaelispor, Fenerbahce e Bursaspor. Em seu país, representou Giant Blackpool, Kaizer Chiefs (duas passagens) e AmaZulu, encerrando sua carreira pela primeira vez em 2008, aos 42 anos.
Porém, Moshoeu acenou com possível regresso aos gramados quando fez testes por Orlando Pirates e Bidvest Wits, em 2009. Retornou aos gramados em 2010, aos 44 anos de idade, assinando contrato com o Alexandra United, clube no qual foi um de seus donos (o outro é o goleiro Brian Baloyi). Encerrou definitivamente a carreira em maio de 2014.

## Seleção Sul-Africana
Pela Seleção Sul-Africana, Moshoeu atuou em 73 partidas, marcando 8 gols entre 1993 e 2004. Seu único título pelos Bafana Bafana foi a Copa Africana de Nações de 1996. Disputou ainda a Copa de 1998, a Copa das Confederações de 1997, além de outras 3 edições da CAN (1998, 2000 e 2004).

## Morte
John Moshoeu faleceu no dia 21 de abril de 2015, aos 49 anos em decorrência de câncer no estômago, na Clínica Morningside em Joanesburgo. Eram 15 horas (horário local) quando a morte do ex-meia-atacante foi confirmada.

## Titulos
África do Sul:
- Copa das Nações Africanas de 1996